# Попов, Георгий Владимирович
Георгий Владимирович Попов (12 декабря 1912 года, Баку — 13 апреля 1974 год, Киев) — советский тяжелоатлет, 11-кратный чемпион СССР (1932—1947), призёр чемпионатов мира и Европы. Чемпион III летней рабочей олимпиады в Антверпене (1937), Бельгия. Победитель и призёр зарубежных соревнований в Бельгии, Франции, Чехословакии, Финляндии.
Заслуженный мастер спорта СССР (1937 год), Заслуженный тренер СССР (1957 год), судья всесоюзной категории (1939), судья международной категории. Отличник физической культуры (1947).

## Биография
Родился в Баку, по одной из версий 22 января, по второй — 12 декабря 1911, либо 1912 года (имеются документы с разными датами, в том числе изменены были даты рождения и у его жены Поповой Алины Ивановны 1916 г.р., уроженки Кировоградской области, которая пасла гусей будучи пятнадцатым, самым младшим ребёнком в семье раскулаченных Макарченко, во время ссылки которых, её воспитывала тётя Фрося). Родители — Попов Владимир Игнатьевич, 1885 г.р., служащий 25-й пристани Каспийского пароходства «Русь», а после революции 1917 и до смерти в декабре 1941 года, начальника этой же пристани «Каспар»; мать, Варвара Калистратовна, 1886 г.р., умерла в марте 1964 года в Баку. Старший брат — Попов Виктор Владимирович (1908-1939) работал в Институте нефтяной промышленности в Баку.
Со средней школы Георгий увлекался спортивными играми, плаванием, гимнастикой, борьбой.
Позднее, когда он начал работать на танкере в качестве техника-электрика, уходя в плавание, никогда не расставался с пудовыми и двухпудовыми гирями. В свободное от работы время занимался так называемым поднятием тяжестей, потому как понятия «тяжелая атлетика» в те годы ещё не существовало.
В 1924 году вступил в Секцию союза водников Каспийского района. В 1926 году стал студентом БЭСТ на электротехническом отделении. В 1928 году начал заниматься тяжелой атлетикой, занимается под руководством тренера Есаяна. В 1929 году он становится инструктором СО «Водник», 20 мая 1929 года вступил в Союз горнорабочих СССР. Окончил Бакинский индустриальный техникум со специальностью «техник-электрик», с 10 июня 1931 года работал на заводе судостроительного ремонта им. Парижской коммуны. 10 марта 1930 года атлет получил майку «Динамо».
В январе стал электриком теплохода «Профинтерн». В 1932 году принимал участие в гиревых соревнованиях, проходивших в Ростове. В 1932 году в г. Харькове (21 марта) установил первый всесоюзный рекорд в рывке — 79 кг.(категория 58 кг). Выступил на Закавказских соревнованиях в Сухуми 26 сентября 1933 года. 12 июня в Минске — участник праздника, посвященного 10-летию физкультурной организации БССР и первенства «Спартака». В Ереване 17 июня, становится чемпионом СССР.
Вскоре переезжает в Харьков, а в 1934 году перебирается в Киев, становится бессменным капитаном сборной команды Украинской ССР — «Железным капитаном». В том же 1934 году Георгий Попов, первым в мире применил «Разножку Попова» — технику «низкого седа», которая ныне является общепринятой. В июне, в Сталино, на соревнованиях, проходящих в городском драматическом театре («слет сильнейших тяжелоатлетов страны»), Попов первым в СССР превысил официальный мировой рекорд австрийца Франца Яниша, вырвав двумя 98,2 против 95,5 и в этом же году на первенстве СССР в Москве снова превышает мировой рекорд в рывке — 98,8 кг. В 1937 году ему одному из первых было присвоено звание Заслуженный мастер спорта СССР. 14 сентября 1940 года чемпион и рекордсмен общества «Спартак» Георгий Попов от Киевской области выступает на первой Республиканской спартакиаде по тяжелой атлетике.
Выступления на помосте завершил в 1963 году в 51-летнем возрасте. После окончания спортивной карьеры Попов начал тренерскую работу, с мая 1952 года до января 1964 года руководил домом физкультуры в Киеве и был тренером городского спорткомитета, а после объединения подведомственной организации городского совета Союза — заместителем директора комплексной спортивной базы.
В 1957 году получил звание заслуженного тренера СССР. Среди воспитанников — Григорий Новак, Моисей Касьяник, Петр (Пинхас) Киршон, Михаил Кемель, Александр Донской, Аркадий Касперович, Ефим Хотимский, Александр Конкин.
- победитель III Всемирной Рабочей Олимпиады
- Чемпион СССР (1933—1947 годы)
- Победитель и призёр всех международных и отечественных соревнований 1935 г. (Франция, Бельгия), 1937 г. (Франция, Бельгия), 1946 г. (Чехословакия, Франция, Финляндия), 1947 г. Финляндия.
- 300 рекордов Украины
- 126 рекордов СССР (из них 50 по упражнениям классического троеборья)
- 79 рекордов мира (из них 26 по упражнениям классического троеборья)

## Награды
- орден знак Почёта (22.07.1937, № 028595)